# Kontinental '25
Kontinental '25 è un film del 2025 scritto e diretto da Radu Jude.

## Trama
Orsolya, un ufficiale giudiziario di mezz'età di Cluj, è incaricata di sfrattare il senzatetto che si è stabilito in un palazzo abbandonato che dovrà essere demolito per costruirvi un hotel. Lasciatogli una ventina di minuti per raccogliere le sue cose, quando torna però lo trova impiccato. Nonostante tutti l'assicurino del contrario, Orsolya si incolpa della sua morte e si consulta a riguardo con diverse persone: la madre, una vecchia amica, un prete ortodosso e un laureato di giurisprudenza che lavora come rider, senza risultati granché illuminanti o consolatori da parte di nessuno.

## Produzione
Il film è stato girato in 10 o 11 giorni con un iPhone 15.

## Distribuzione
Il film è stato presentato in anteprima alla 75ª edizione del Festival internazionale del cinema di Berlino il 19 febbraio 2025.

## Riconoscimenti
- 2025 – Festival internazionale del cinema di Berlino[1][2]
  - Orso d'argento per la migliore sceneggiatura a Radu Jude
  - In concorso per l'Orso d'oro